# Martí d'Hinojosa
Martín de Hinojosa o Finojosa (Deza o Almazán, Sòria, ca. 1140 - Sotoca de Tajo, Guadalajara, 1213) bisbe de Sigüenza entre 1186 i 1192. És venerat com a sant per l'Església catòlica.

## Biografia
Martín era un dels quatre fills de Miguel Muñoz de Finojosa i Sancha Gómez, de nobles families castellanes. En 1158, en morir el seu pare, Martín decideix de prendre l'hàbit cistercenc al monestir de Cántavos (vora Fuentelmonge, Sòria), on fou novici; el 1166, en morir l'abat Bernat, Martín el succeeix malgrat la seva joventut. El nou abat decideix canviar la ubicació del monestir i portar-lo a terres de regadiu: en 1179 posà la primera pedra del nou monestir de Santa María de Huerta, amb la presència d'Alfons VIII de Castella.

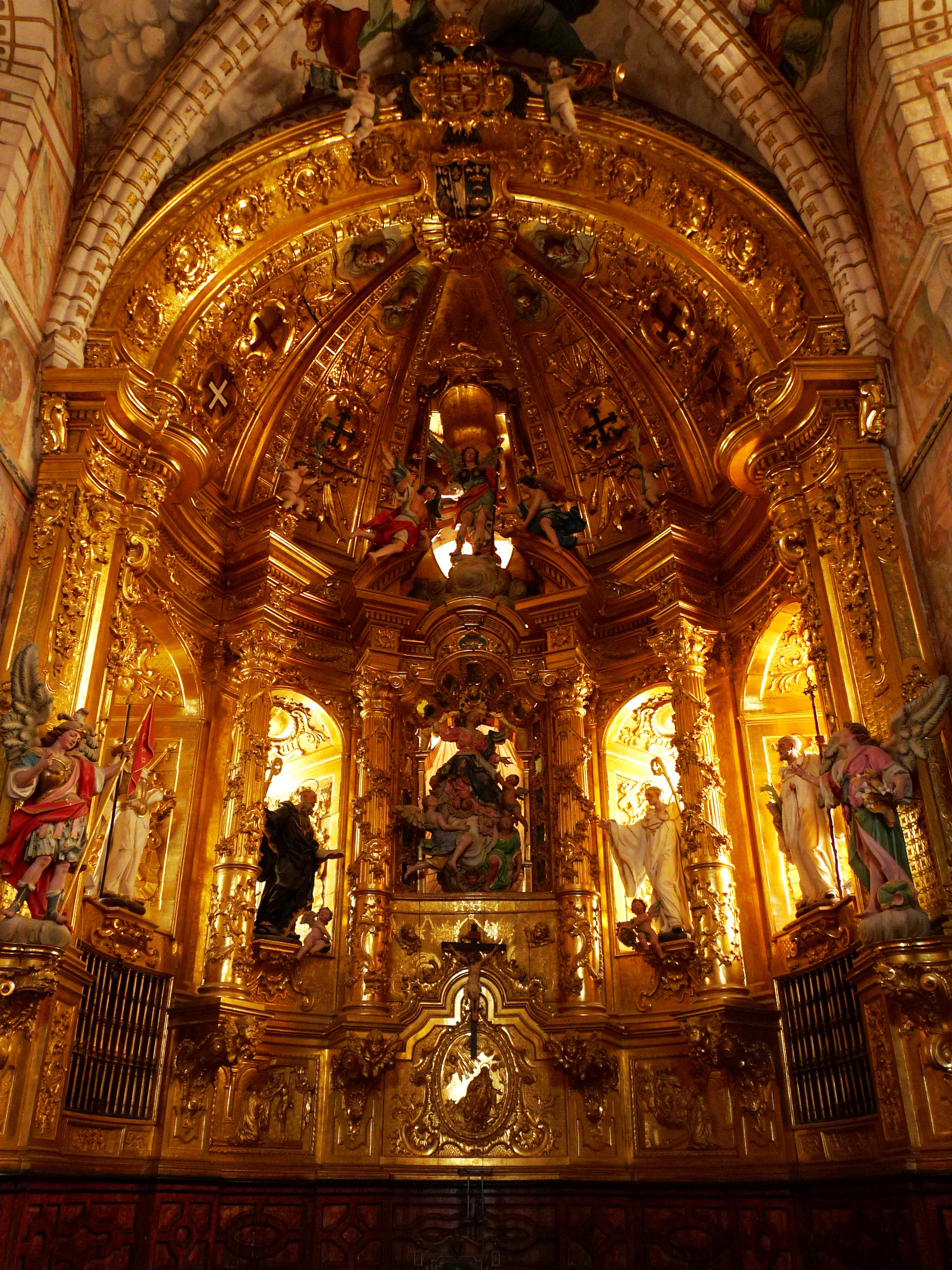
Capella major de l'església de l'abadia d'Huerta; a la dreta, rere una reixa, urna amb les restes del sant.

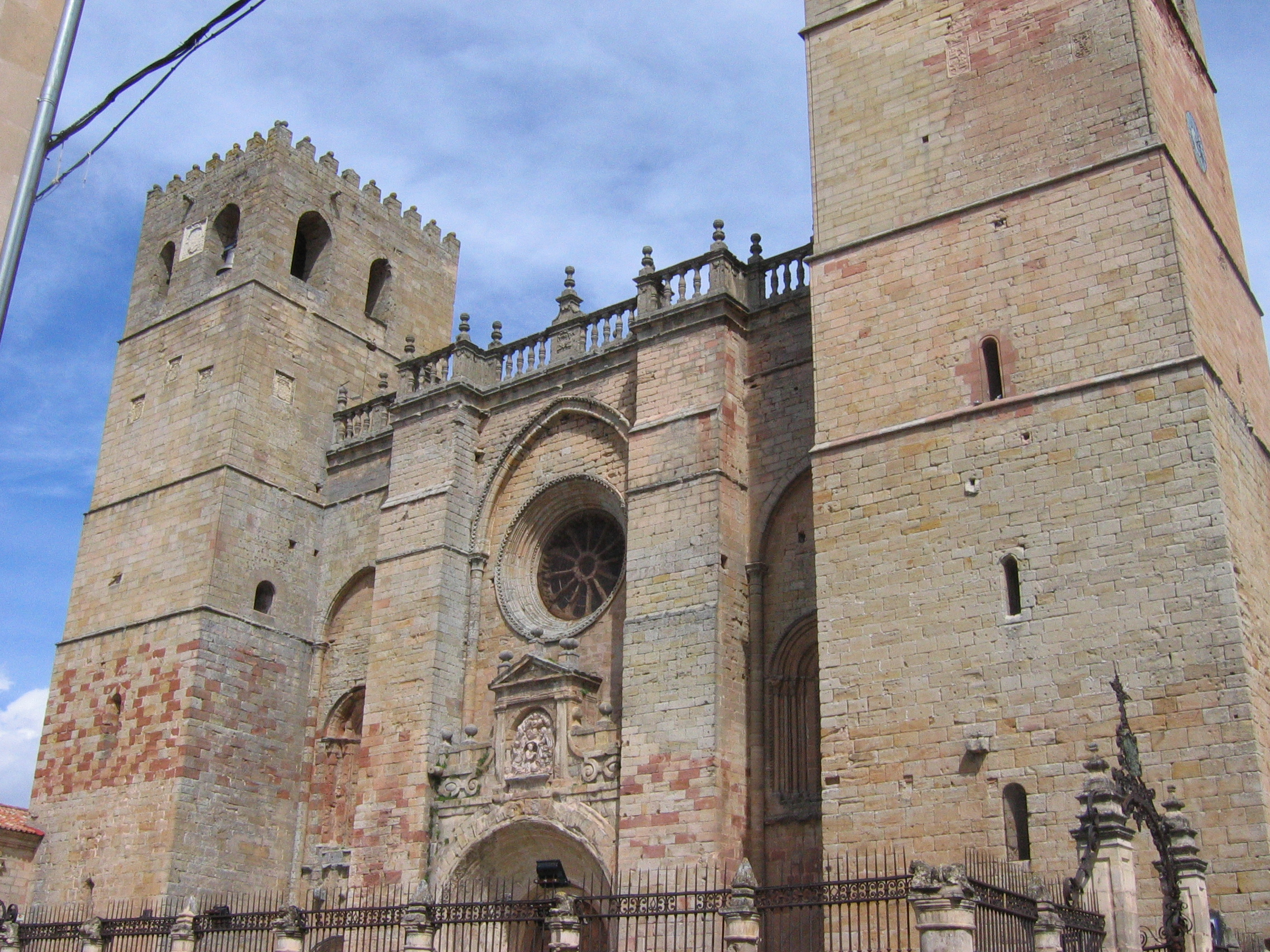
Catedral de Sigüenza.

A la mort del bisbe Gonzalo de Sigüenza, en 1186, Urbà II el nomenà successor seu al bisbat. Va restablir-hi la disciplina eclesiàstica al capítol de canonges i va defensar el clergat dels senyors; va afavorir els habitants del lloc de La Alcarria i va enviar dos canonges a estudiar a la universitat de París. Continuà afavorint l'Orde del Cister, fundant-ne un monestirs a Murel (Guadalajara) que després es traslladà a Óvila. El rei li encarregà de la fundació del monestir femení que volien fundar prop de Burgos, el monestir de Las Huelgas; Martín marxa en 1187 a Cîteaux (França) amb cartes del rei de diverses abadesses castellanes per proposar a l'orde la fundació de l'abadia, que fou aprovada en un capítol general.
La seva humilitat el portà a deixar la seu i retirar-se novament al monestir d'Huerta en 1192, succeint-lo com a bisbe el seu nebot Rodrigo, que n'era prior del capítol. Va viure a Huerta 21 anys més. El 16 de setembre de 1213, en tornar d'un viatge que havia fet al monestir d'Óvila, va morir de camí a Sotoca, prop de Cifuentes, als 73 anys.
Fou enterrat a l'abadia de Santa María de Huerta, vora l'altar major.

## Veneració
La veneració local fou immediata a la seva mort; el seu culte no es confirmà, però, fins a mitjan segle xviii. En 1558 les seves restes es traslladaren a un nou sepulcre; es trobà llavors que a les restes els faltava el crani. Aquest és conservat a la Catedral de Sigüenza, on a partir d'una confusió, s'originà la creença que corresponia a una persona diferent, anomenada Sacerdot. De fet, el poble coneixia el seu bisbe com a sant sacerdot per la seva gran caritat envers els necessitats.

### Sant Sacerdot de Sigüenza
A la catedral de Sigüenza (Sigüenza, Guadalajara) hi ha des d'antic la relíquia del crani pertanyent al bisbe Martín de Hinojosa; la inscripció al reliquiari la identifica dient-ne: Sanctus sacerdos Seguntinum (literalment "Sant sacerdot de Sigüenza"): només indicava que el cap era d'un sacerdot de Sigüenza, considerat sant. Amb el temps, però, es va interpretar "sacerdot" com un nom propi (es va relacionar amb el bisbe Sant Sacerdot de Llemotges), i, perduda la memòria de la procedència real del crani, se li donà el nom i el culte de Sant Sacerdot de Sigüenza. La festivitat litúrgica, significativament, es va marcar el dia 5 de maig, dia que el Martirologi romà destina al bisbe de Llemotges, confirmant el cas com una duplicació de personalitat hagiogràfica.
La tradició, que deia que el cap havia estat portat a Sigüenza per dos àngels en forma de pelegrins, i la confusió, sumada a les falsedats difoses pels falsos cronicons dels segles xvi i xvii, va fer que el culte a aquest suposat sant diferenciat es perllongués en la pietat popular, ja que el calendari oficial no l'acceptava.
No fou fins a la troballa del cos del bisbe a Huerta que es veié que li mancava el cap i, ja al segle xviii, autors com Joaquín de Villanueva o Enrique Flórez, expliquen l'error, però, ja consolidat, el seu culte popular va continuar.